# Жунови
Жунови (на сръбски: Жунови) е село в Босна и Херцеговина, разположено в община Соколац, в ентитета на Република Сръбска. Намира се на 860 метра надморска височина. Населението му според преброяването през 2013 г. е 18 души, от тях: 18 (100 %) сърби.

## Население
Численост на населението според преброяванията през годините:
- 1961 – 168 души
- 1971 – 140 души
- 1981 – 89 души
- 1991 – 53 души
- 2013 – 18 души